# Oppeln (Wingst)

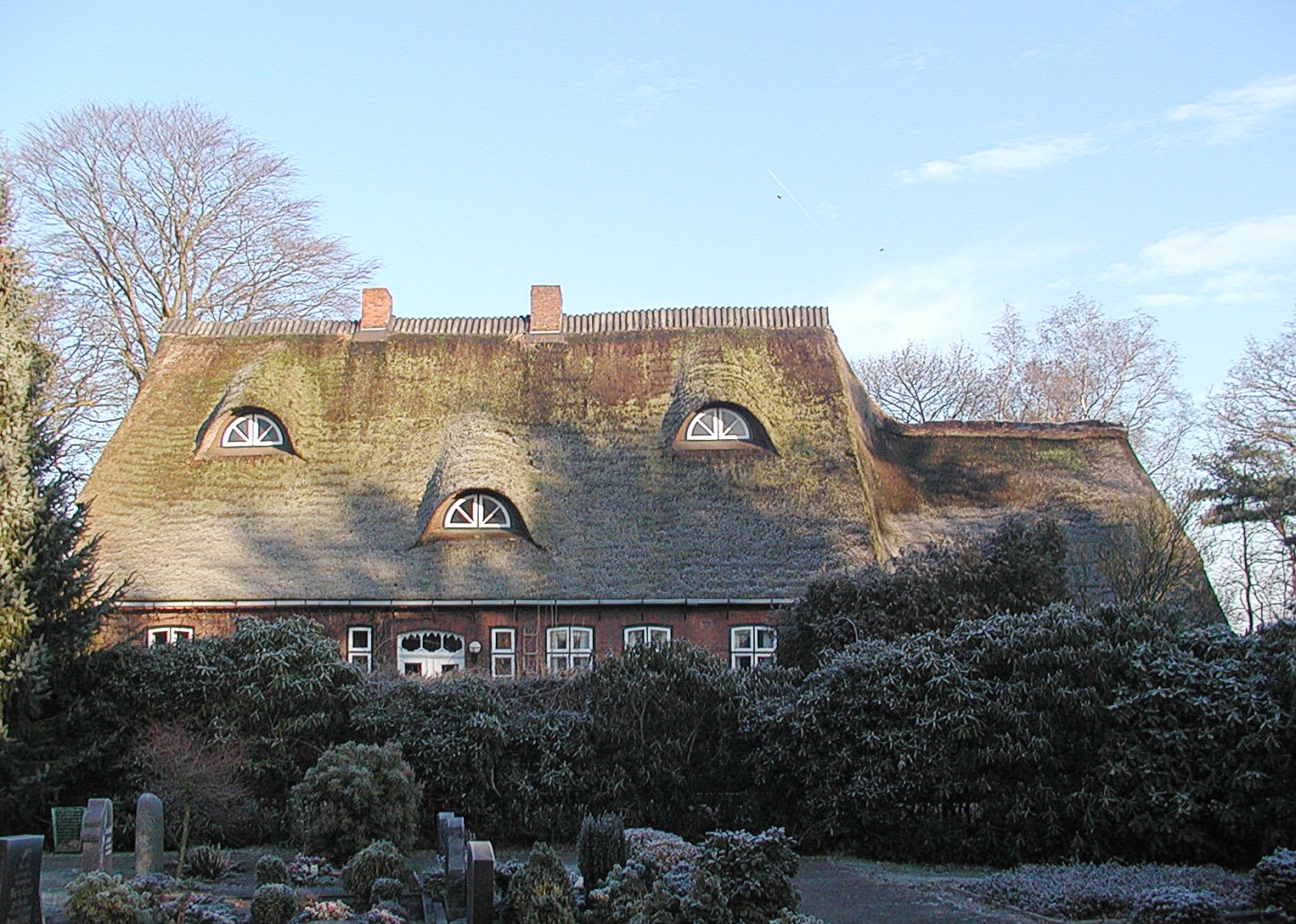
Ehemaliges Pfarrhaus in Oppeln, im Vordergrund der Friedhof

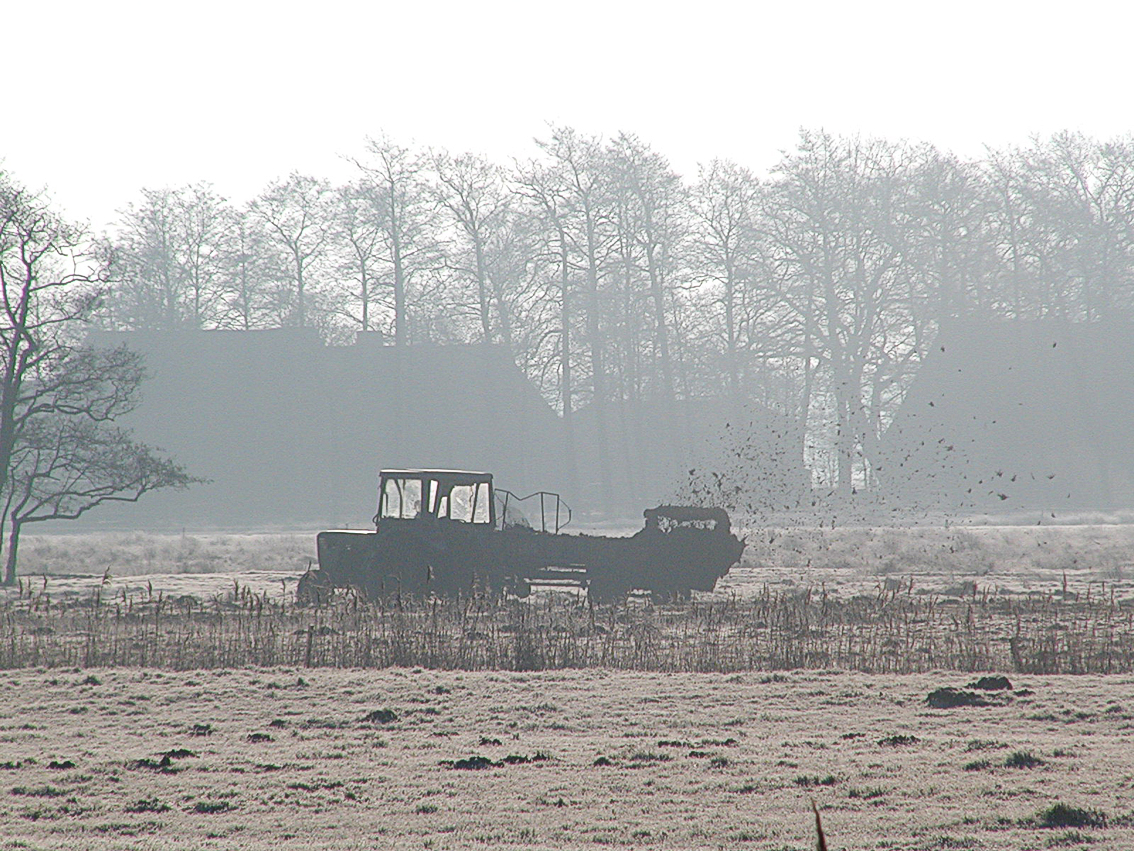
Landwirtschaftliche Tätigkeit im Winter

Oppeln ist eine 4,3 km lange Reihensiedlung in anmooriger Marsch. Seit dem 1. Juli 1972 ist es ein Ortsteil der Gemeinde Wingst in der Samtgemeinde Land Hadeln, gelegen im nördlichen Landkreis Cuxhaven in Niedersachsen.

## Geographie

### Lage
Das Dorf liegt am Rande der Wingst, einer bewaldeten Geestinsel im so genannten Elbe-Weser-Dreieck. Im Süden und Westen wird Oppeln von der Aue, im Norden und Osten von der Grift begrenzt.

### Nachbargemeinden
|        |                                             |        |
| Bülkau | Kompassrose, die auf Nachbargemeinden zeigt | Wingst |
|        |                                             |        |

(Quelle:)

## Geschichte
Die erste geschichtliche Erwähnung findet Oppeln am 19. März 1301. 1384 wird im Stader Copiar erstmals ein Kirchengebäude erwähnt.
Im Jahre 1753 wurden 105 Feuerstellen gezählt.
Durch die Reihensiedlung Oppeln führen im Wesentlichen zwei Straßen in nördlich-südlicher Richtung. Hiervon ist die Straße Oppeln heute wesentlich dichter besiedelt als der Westerweg. Da an ihm jedoch die Kirche liegt, kann gefolgert werden, dass dieser der ältere Siedlungsteil ist.

### Eingemeindungen
Am 1. Juni 1965 schlossen sich die Gemeinden Cadenberge, Wingst und Oppeln zu der Samtgemeinde Am Dobrock zusammen. Die Samtgemeinde hatte ihren Verwaltungssitz in Cadenberge. Die Gemeinden Bülkau und Oberndorf schlossen sich mit Wirkung vom 1. Januar 1970 der Samtgemeinde an. Die Samtgemeinde Am Dobrock erreichte ihre abschließende Größe mit Wirkung vom 1. Januar 1972, als sich der Flecken Neuhaus (Oste) und die Gemeinden Belum und Geversdorf zum Beitritt entschlossen.
Im Zuge der Gebietsreform in Niedersachsen, die am 1. Juli 1972 stattfand, wurde die Gemeinde Oppeln in die Gemeinde Wingst und die Gemeinde Kehdingbruch in die Gemeinde Belum eingegliedert. Sitz der Samtgemeindeverwaltung war das im Jahre 1979 bezogene Rathaus am Marktplatz in Cadenberge. Daneben bestanden in allen Mitgliedsgemeinden Verwaltungsstellen.
Zum 1. November 2016 fusionierte die Samtgemeinde Am Dobrock mit der Samtgemeinde Land Hadeln zu einer neuen Samtgemeinde Land Hadeln mit Sitz in Otterndorf.

### Einwohnerentwicklung
| Jahr      | 1910  | 1925  | 1933  | 1939  | 1950  | 1956  | 1961   | 1970   | 2000  |
| --------- | ----- | ----- | ----- | ----- | ----- | ----- | ------ | ------ | ----- |
| Einwohner | 447   | 435   | 380   | 347   | 574   | 408   | 378    | 370    | 300   |
| Quelle    | [ 7 ] | [ 8 ] | [ 8 ] | [ 8 ] | [ 9 ] | [ 9 ] | [ 10 ] | [ 10 ] | [ 1 ] |

|  |

## Religion
Der größere Teil der Bevölkerung ist evangelisch-lutherisch.
Oppeln ist eine eigene Kirchengemeinde. Ihre kleine alte St.-Nicolaikirche ist St. Nikolaus geweiht. Das jetzige Gebäude wurde 1734 errichtet, der jetzige Turm bereits 1721. Das Dach des Turms wurde 1916 durch ein Feuer zerstört und nach dem Ersten Weltkrieg erneuert. Die Kirchengemeinde ist auch Trägerin des örtlichen Friedhofs, der sich um die Kirche herum befindet.

## Politik

### Gemeinderat und Bürgermeister
Auf kommunaler Ebene wird der Ort Oppeln vom Rat der Gemeinde Wingst vertreten.

### Ehemalige Gemeindevorsteher und Bürgermeister
Gemeindevorsteher
- 1852–1858: Claus Jacob Tiedemann
- 1858–1866: Tönjes Rodenburg
- 1866–1872: Hinrich Griemsmann
- 1872–1889: Heinrich Tecklenburg
- 1889–1891: Heinrich Albers
- 1891–1917: Hinrich Küver
- 1917–1934: Friedrich Henning

Bürgermeister
- 1934–1945: Hermann Engelhard
- 1945: Gerd Tiedemann
- 1946: Hinrich Mählmann
- 1946–1947: Claus Reyelt
- 1947–1948: Peter Fastert
- 1949–1952: Otto Griemsmann
- 1952–1972: Hermann Engelhard

(Quelle unter:)

### Wappen
Der damalige Gemeinderat von Oppeln beschloss am 2. Juli 1960 ein Kommunalwappen einzuführen. Weil der Name Oppeln jedoch nicht genau gedeutet werden konnte, war eine symbolische Auswahl fürs Wappen nicht ganz leicht. Da in Oppeln, laut eines Berichtes von 1718, vorwiegend Hafer angebaut wurde, riet der Kreisarchivdirektor Lenz der Gemeinde Haferähren in das Wappen aufzunehmen. Den Entwurf hierzu lieferte der Heraldiker und Wappenmaler Albert de Badrihaye, der zahlreiche Wappen im Landkreis Cuxhaven erschaffen hat. Nach der Genehmigung des Niedersächsischen Innenministers wurde das Wappen am 1. Juli 1961 durch den Gemeinderat von Oppeln beschlossen.
| Wappen von Oppeln | Blasonierung: „In Blau zwei gekreuzte gold-tingierte Haferrispen.“                                            |
| Wappen von Oppeln | Wappenbegründung: Die Gemeinde zeichnete sich durch den Anbau von Hafer aus, der von Bremen aufgekauft wurde. |

## Kultur und Sehenswürdigkeiten

### Bauwerke
- St.-Nicolai-Kirche mit der Röver-Orgel aus dem Jahre 1886
- Hofanlage Oppeln 74 von 1759 als Zweiständer-Hallenhaus in Fachwerk
- Hofanlage Westerweg 2 von 1802 als Zweiständer-Hallenhaus in Fachwer

### Denkmäler

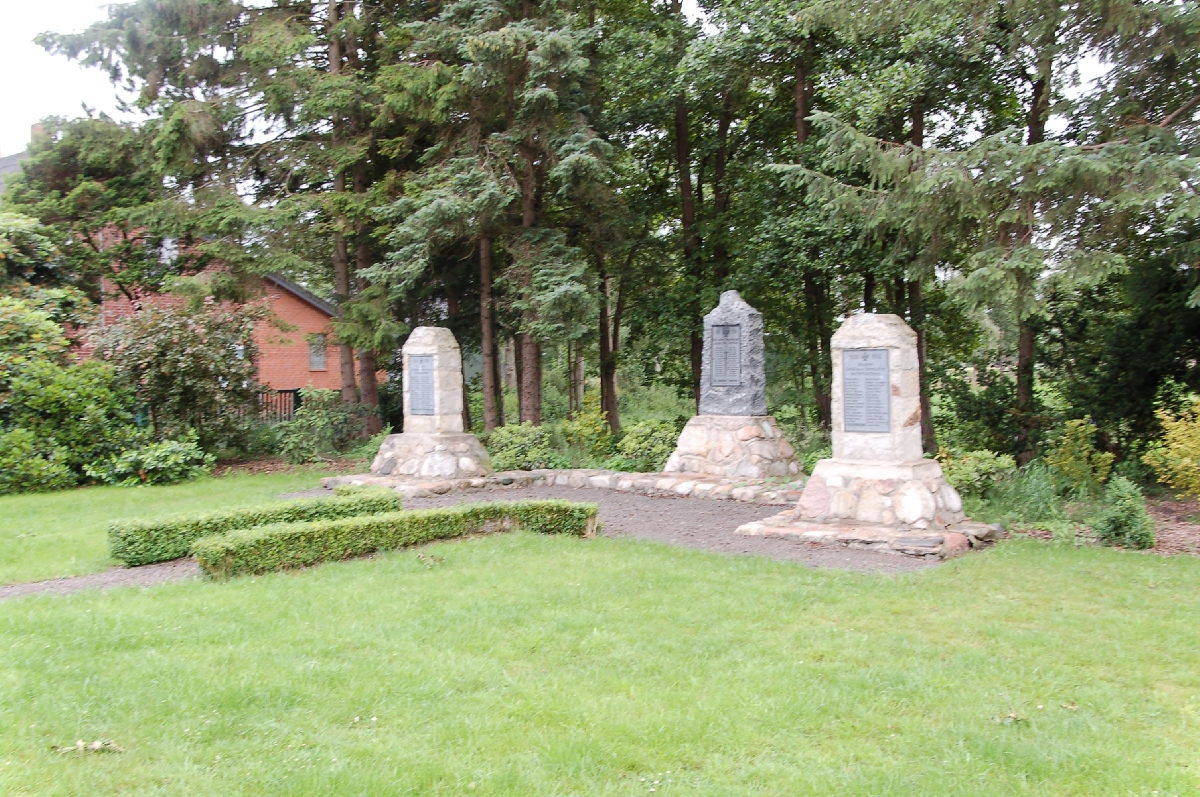
Kriegerdenkmal

In Oppeln steht ein Kriegerdenkmal für die Gefallenen und Vermissten aus dem Ersten und Zweiten Weltkrieg.

### Naturdenkmale
- Eine Eiche (Verordnungsdatum 2. Oktober 1995)

## Persönlichkeiten

### Söhne und Töchter des Ortes
- Nikolaus Bär (* 11. Juli 1639 in Oppeln; † 2. August 1714 in Bremen), Dichter und Subkantor an der Domschule zu Bremen verfasste unter anderem ein Gedicht über den Johannisbrunnen[1]
- Luise Cooper (1849–1931), Entwicklungshelferin, Autorin und die Gründerin der Hildesheimer Blindenmission

### Personen, die mit dem Ort in Verbindung stehen
- Johann Hinrich Röver (1812–1895), Orgelbauer in Stade, er schuf 1886 die Orgel der örtlichen St.-Nicolai-Kirche
- Carl Johann Heinrich Röver (1851–1929), Orgelbauer in Stade, er schuf 1886 die Orgel der örtlichen St.-Nicolai-Kirche